# Circondario di Soltau
Il circondario di Soltau (in tedesco Landkreis Soltau) è stato un circondario (Landkreis) della Bassa Sassonia, in Germania.

## Storia
Fu istituito il 1º aprile 1885 nell'ambito della provincia di Hannover del regno di Prussia.
Nel 1977 confinava con i circondari di Harburg, Lüneburg, Uelzen, Celle, Fallingbostel e Rotenburg. Capoluogo e centro maggiore era la città di Soltau.
Fu soppresso il 1º agosto 1977 e unito al circondario di Fallingbostel, andando a formare il circondario di Soltau-Fallingbostel; al momento della soppressione, contava 6 comuni.

## Comuni del circondario al momento della soppressione
- Bispingen
- Munster
- Neuenkirchen
- Schneverdingen
- Soltau
- Wietzendorf

## Comuni soppressi già appartenenti al circondario
- Ahlften
- Alvern
- Behningen
- Behringen
- Bockel
- Borstel in der Kuhle
- Breloh
- Brochdorf
- Brock
- Deimern
- Delmsen
- Dittmern
- Ehrhorn
- Gilmerdingen
- Grauen
- Großenwede
- Harber
- Heber
- Hörpel
- Hötzingen
- Hützel
- Ilhorn
- Ilster
- Insel
- Langeloh
- Leitzingen
- Lünzen
- Marbostel bei Soltau
- Marbostel bei Wietzendorf
- Meinern
- Meinholz
- Mittelstendorf
- Moide
- Oeningen
- Oerrel
- Reddingen
- Schülern
- Schwalingen
- Sprengel
- Steinbeck an der Luhe
- Suroide
- Tetendorf
- Tewel
- Töpingen
- Trauen
- Volkwardingen
- Wesseloh
- Wiedingen
- Wilsede
- Wintermoor
- Wolterdingen
- Zahrensen